# Ciclismo nos Jogos Olímpicos de Verão de 2020 - Perseguição por equipes masculino
A prova de perseguição por equipes masculino do ciclismo nos Jogos Olímpicos de Verão de 2020 ocorreu entre 2 e 4 de agosto de 2021 no Velódromo de Izu, em Izu, Shizuoka. Um total de 37 ciclistas de 8 Comitês Olímpicos Nacionais (CON) participaram do evento.

## Qualificação
Cada Comitê Olímpico Nacional (CON) poderia inscrever até uma equipe de quatro ciclistas (e eventuais reservas) na perseguição por equipes. As vagas são atribuídas ao CON, que seleciona os ciclistas. A qualificação se deu inteiramente através do ranking de nações da União Ciclística Internacional (UCI) de 2018–20. As oito primeiras nações do ranking se classificam para o evento, onde também qualificaram automaticamente uma equipe para a disputa do madison.

## Formato
A perseguição por equipes envolve duas equipes de quatro ciclistas. Cada equipe começa em lados opostos da pista. Existem duas maneiras de vencer: terminando as 16 voltas (4 km) antes que a outra equipe o faça ou pegue a outra equipe fazendo com que leve uma volta. O tempo de cada equipe é determinado pelo terceiro ciclista a cruzar a linha de chegada; o quarto ciclista não precisa terminar. O evento consiste em três fases:
- Qualificação: cada equipe faz um tempo contra o relógio para a classificação. Apenas as quatro primeiras equipes seguem na disputa pela medalha de ouro; o quinto lugar e as equipes subsequentes apenas seguem na disputa pelo bronze.
- Primeira fase: quatro baterias de duas equipes cada. As quatro primeiras equipes na qualificação são colocadas umas contra as outras (1 contra 4, 2 contra 3) da mesma forma que as quatro últimas (5 contra 8, 6 contra 7). Os vencedores da chave superior avançam para a disputa pelo ouro. As outras seis equipes são classificadas por tempo e avançam para as finais com base nessas classificações.
- Finais: quatro finais, cada uma com duas equipes. Há a final pela medalha de ouro (consequentemente definindo a prata), uma final pelo bronze e finais pelo quinto e sétimo lugares.

## Calendário
Horário local (UTC+9)
| Data        | Tempo | Fase          |
| ----------- | ----- | ------------- |
| 2 de agosto | 17:02 | Qualificação  |
| 3 de agosto | 16:22 | Primeira fase |
| 4 de agosto | 17:45 | Finais        |

## Medalhistas
|  | ITA Itália                                                   |  | DEN Dinamarca                                                        |  | AUS Austrália                                                         |
|  | Simone Consonni Filippo Ganna Francesco Lamon Jonathan Milan |  | Lasse Norman Hansen Niklas Larsen Frederik Rodenberg Rasmus Pedersen |  | Kelland O'Brien Sam Welsford Leigh Howard Luke Plapp Alexander Porter |

## Resultados

### Qualificação
Disputada em 2 de agosto de 2021 com início as 17:02 locais. As primeiras quatro equipes seguem na disputa pela medalha de ouro e as demais apenas na disputa do bronze.
| Pos. | CON               | Ciclistas                                                            | Tempo    | Notas            |
| ---- | ----------------- | -------------------------------------------------------------------- | -------- | ---------------- |
| 1    | DEN Dinamarca     | Lasse Norman Hansen Niklas Larsen Frederik Rodenberg Rasmus Pedersen | 3:45.014 | Recorde olímpico |
| 2    | ITA Itália        | Simone Consonni Filippo Ganna Francesco Lamon Jonathan Milan         | 3:45.895 |                  |
| 3    | NZL Nova Zelândia | Aaron Gate Campbell Stewart Regan Gough Jordan Kerby                 | 3:46.079 |                  |
| 4    | GBR Grã-Bretanha  | Ethan Hayter Ed Clancy Ethan Vernon Oliver Wood                      | 3:47.507 |                  |
| 5    | AUS Austrália     | Kelland O'Brien Sam Welsford Leigh Howard Alexander Porter           | 3:48.448 |                  |
| 6    | CAN Canadá        | Vincent De Haître Michael Foley Derek Gee Jay Lamoureux              | 3:50.455 |                  |
| 7    | GER Alemanha      | Theo Reinhardt Felix Groß Leon Rohde Domenic Weinstein               | 3:50.830 |                  |
| 8    | SUI Suíça         | Robin Froidevaux Stefan Bissegger Mauro Schmid Cyrille Thièry        | 3:51.514 |                  |

### Primeira fase
Disputada em 3 de agosto de 2021 com início as 16:22 locais. As duas primeiras equipes seguem na disputa pelo ouro e as duas sequintes na disputa pelo bronze.
| Pos. | Bateria | CON               | Ciclistas                                                            | Tempo    | Notas |
| ---- | ------- | ----------------- | -------------------------------------------------------------------- | -------- | ----- |
| 1    | 3       | ITA Itália        | Simone Consonni Filippo Ganna Francesco Lamon Jonathan Milan         | 3:42.307 | Q,    |
| 2    | 4       | DEN Dinamarca     | Lasse Norman Hansen Niklas Larsen Frederik Rodenberg Rasmus Pedersen | [n/a]    | Q     |
| 3    | 3       | NZL Nova Zelândia | Aaron Gate Campbell Stewart Regan Gough Jordan Kerby                 | 3:42.397 | QB    |
| 4    | 2       | AUS Austrália     | Kelland O'Brien Sam Welsford Leigh Howard Luke Plapp                 | 3:44.902 | QB    |
| 5    | 1       | CAN Canadá        | Vincent De Haître Michael Foley Derek Gee Jay Lamoureux              | 3:46.769 |       |
| 6    | 1       | GER Alemanha      | Theo Reinhardt Felix Groß Leon Rohde Domenic Weinstein               | 3:48.861 |       |
| 7    | 2       | SUI Suíça         | Théry Schir Stefan Bissegger Valère Thiébaud Cyrille Thièry          | 3:49.111 |       |
| 8    | 4       | GBR Grã-Bretanha  | Ethan Hayter Charlie Tanfield Ethan Vernon Oliver Wood               | 4:28.489 |       |

- n/a ^ A Dinamarca enfrentou a equipe da Grã-Bretanha e avançou para a disputa pela medalha de ouro, mas não registrou um tempo, pois seu terceiro ciclista colidiu com o terceiro ciclista britânico, que havia perdido contato com os dois da frente de sua equipe.[8]

### Finais
Disputada em 4 de agosto de 2021 e início as 17:45 locais, com as definições das medalhas e as classificações do quinto ao oitavo lugar..
| Pos.                      | CON               | Ciclistas                                                            | Tempo    | Notas           |
| ------------------------- | ----------------- | -------------------------------------------------------------------- | -------- | --------------- |
| Disputa pelo ouro         |                   |                                                                      |          |                 |
| Medalha de ouro           | ITA Itália        | Simone Consonni Filippo Ganna Francesco Lamon Jonathan Milan         | 3:42.032 | Recorde mundial |
| Medalha de prata          | DEN Dinamarca     | Lasse Norman Hansen Niklas Larsen Frederik Rodenberg Rasmus Pedersen | 3:42.198 |                 |
| Disputa pelo bronze       |                   |                                                                      |          |                 |
| Medalha de bronze         | AUS Austrália     | Kelland O'Brien Sam Welsford Leigh Howard Luke Plapp                 |          |                 |
| 4                         | NZL Nova Zelândia | Aaron Gate Campbell Stewart Regan Gough Jordan Kerby                 | OVL      |                 |
| Disputa pelo quinto lugar |                   |                                                                      |          |                 |
| 5                         | CAN Canadá        | Vincent De Haître Michael Foley Derek Gee Jay Lamoureux              | 3:46.324 |                 |
| 6                         | GER Alemanha      | Roger Kluge Felix Groß Leon Rohde Domenic Weinstein                  | 3:50.023 |                 |
| Disputa pelo sétimo lugar |                   |                                                                      |          |                 |
| 7                         | GBR Grã-Bretanha  | Ethan Hayter Charlie Tanfield Ethan Vernon Oliver Wood               | 3:45.636 |                 |
| 8                         | SUI Suíça         | Robin Froidevaux Stefan Bissegger Valère Thiébaud Cyrille Thièry     | 3:50.041 |                 |